# Collorec
Collorec [kɔlɔʁɛk] est une commune du département du Finistère, dans la région Bretagne, en France. Elle fait partie traditionnellement du Pays Dardoup.

## Géographie

### Localisation
Collorec est située au sud des monts d'Arrée et au nord des montagnes Noires ; elle est proche du parc naturel régional d'Armorique dont la limite sud-est à 7 km seulement. Le bourg de Collorec se trouve à vol d'oiseau à 15 km à l'ouest de la ville de Carhaix-Plouguer et à 40 km au nord-est de la ville de Quimper. La commune est limitrophe à l'ouest de Plonévez-du-Faou, au nord et à l'est de Plouyé, au sud de Landeleau.
|                  |          | Plouyé    |
| Plonévez-du-Faou | Collorec |           |
|                  |          | Landeleau |

### Géographie physique
| - Carte topographique de la commune de Collorec. |

Le bourg est situé à 141 mètres d'altitude, mais le finage communal est assez accidenté, compris entre 221 mètres et 72 mètres d'altitude. L'habitat est en bonne partie dispersé dans de gros villages, les principaux étant Kerdreign, Resté-Douval, Guanango, Keroc'h, Cleuziou Guerdeniel, Kermanac'h. Un parc éolien constitué de 4 hélices est implanté sur les hauteurs au nord-ouest de la commune à une altitude dépassant les 200 mètres.

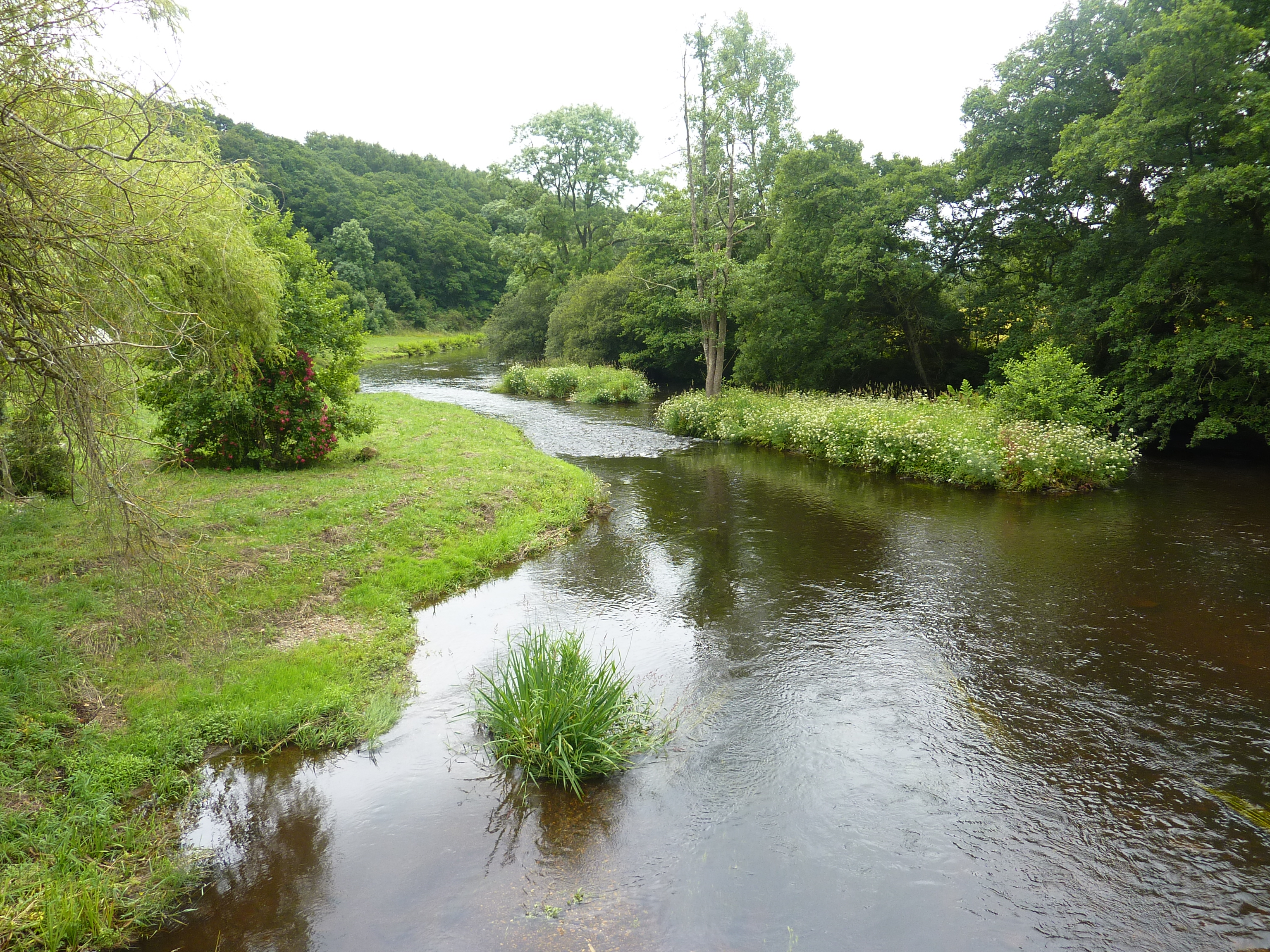
Collorec : l'Aulne à Pénity-Saint-Laurent.
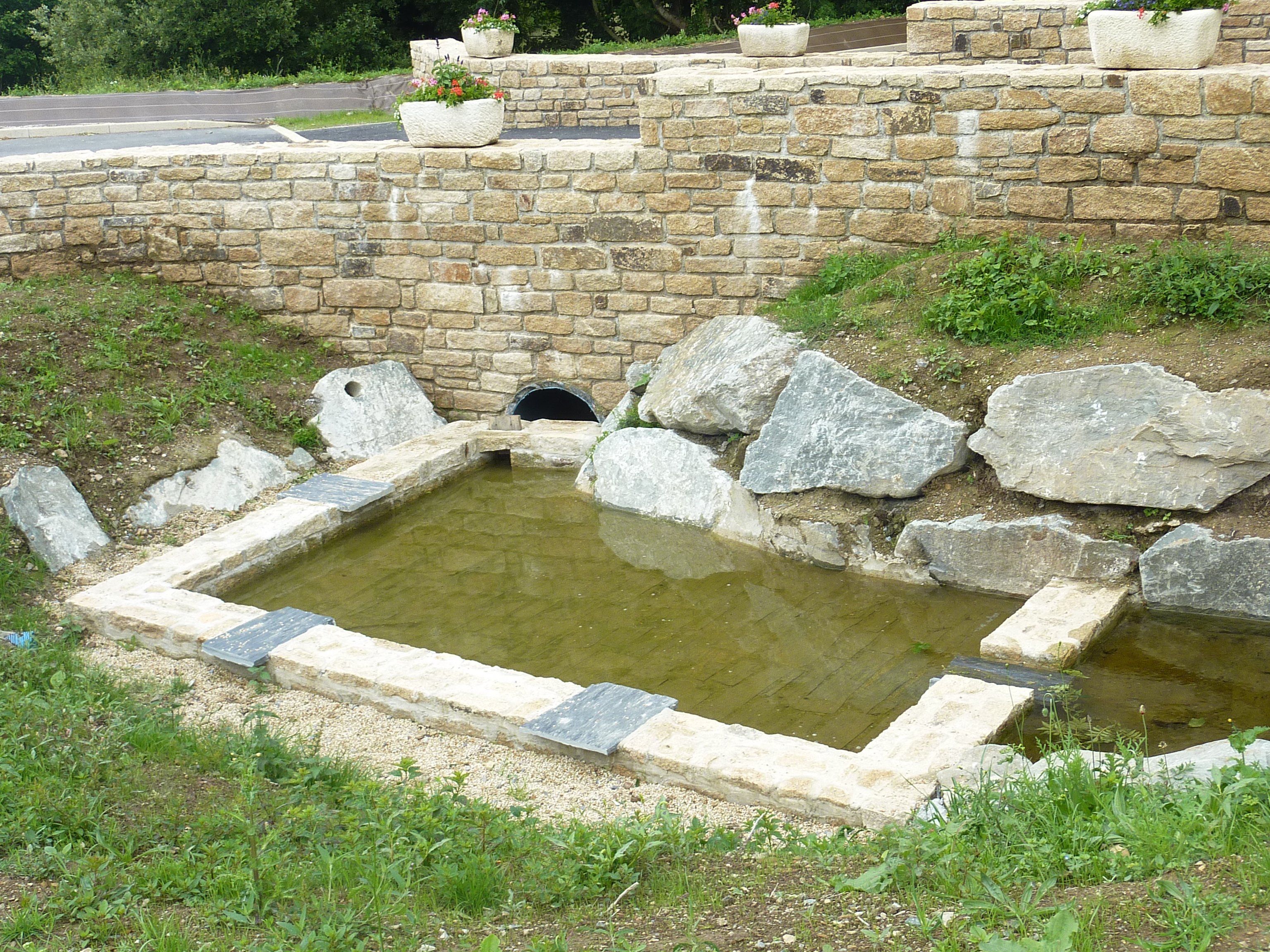
Ancien lavoir récemment restauré (bourg).
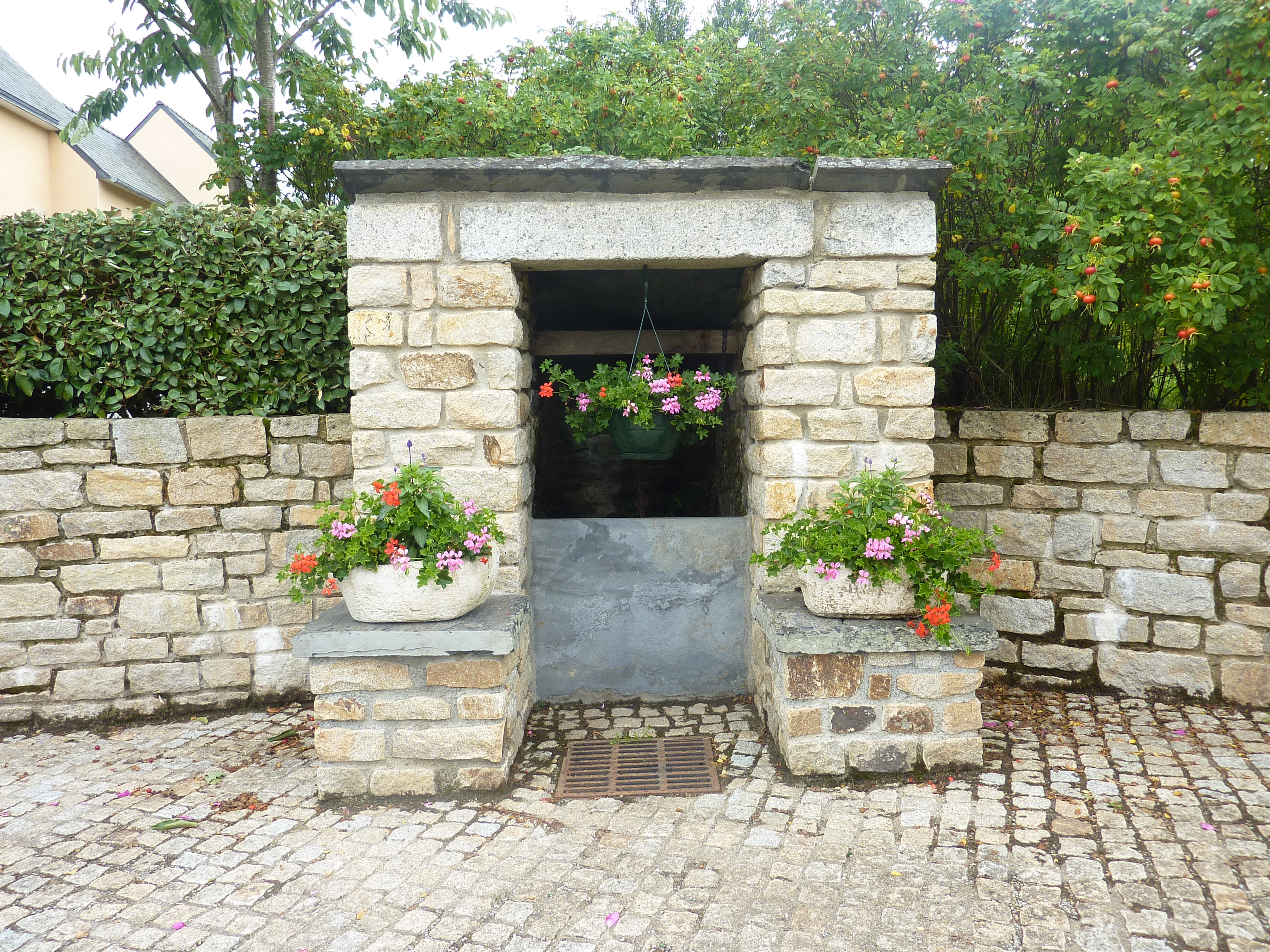
Collorec : vieux puits (restauré) dans le bourg.

### Hydrographie
Pour un article plus général, voir Réseau hydrographique du Finistère.
La commune est située dans le bassin Loire-Bretagne. La commune est bordée au nord par l'Éllez, affluent de l'Aulne. L'Éllez et ses affluents drainent une bonne partie du territoire communal, qui est également drainé par le ruisseau le Roudoumeur, le ruisseau de Fransec et divers autres petits cours d'eau,.
L'Ellez, d'une longueur de 28 km, prend sa source dans la commune de Saint-Rivoal et se jette  dans l'Aulne à Landeleau, après avoir traversé neuf communes. 

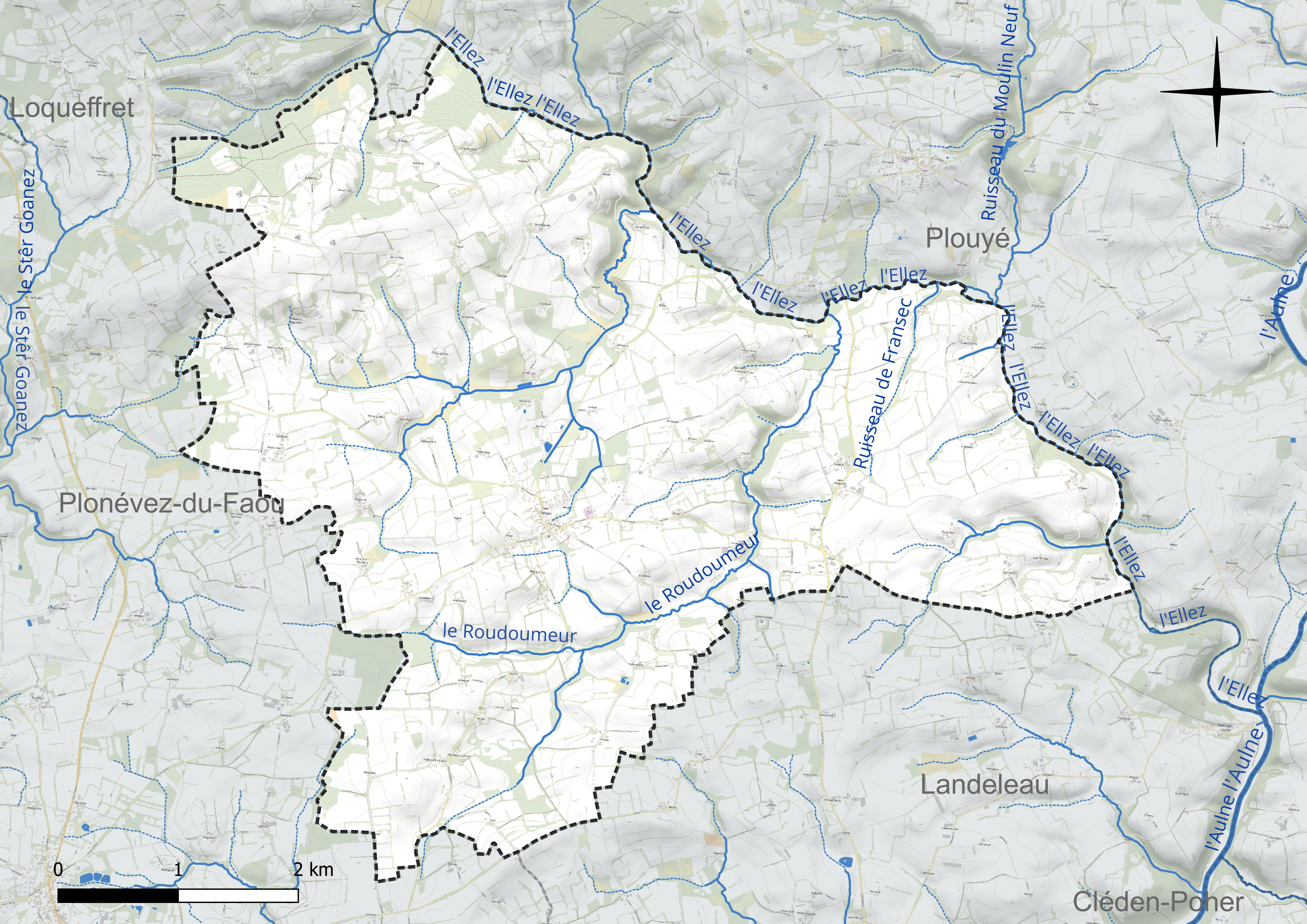
Réseau hydrographique de Collorec.

### Climat
Pour des articles plus généraux, voir Climat de la Bretagne et Climat du Finistère.
En 2010, le climat de la commune est de type climat océanique franc, selon une étude du CNRS s'appuyant sur une série de données couvrant la période 1971-2000. En 2020, Météo-France publie une typologie des climats de la France métropolitaine dans laquelle la commune est exposée à un climat océanique et est dans la région climatique Finistère nord, caractérisée par une pluviométrie élevée, des températures douces en hiver (6 °C), fraîches en été et des vents forts. Parallèlement l'observatoire de l'environnement en Bretagne publie en 2020 un zonage climatique de la région Bretagne, s'appuyant sur des données de Météo-France de 2009. La commune est, selon ce zonage, dans la zone « Monts d'Arrée », avec des hivers froids, peu de chaleurs et de fortes pluies.
Pour la période 1971-2000, la température annuelle moyenne est de 11,1 °C, avec une amplitude thermique annuelle de 11,3 °C. Le cumul annuel moyen de précipitations est de 1 142 mm, avec 15,3 jours de précipitations en janvier et 8,8 jours en juillet. Pour la période 1991-2020, la température moyenne annuelle observée sur la station météorologique la plus proche, située sur la commune de Brennilis à 10 km à vol d'oiseau, est de 10,9 °C et le cumul annuel moyen de précipitations est de 1 552,3 mm,. Pour l'avenir, les paramètres climatiques de la commune estimés pour 2050 selon différents scénarios d'émission de gaz à effet de serre sont consultables sur un site dédié publié par Météo-France en novembre 2022.

## Urbanisme

### Typologie
Au 1er janvier 2024, Collorec est catégorisée commune rurale à habitat très dispersé, selon la nouvelle grille communale de densité à 7 niveaux définie par l'Insee en 2022.
Elle est située hors unité urbaine. Par ailleurs la commune fait partie de l'aire d'attraction de Châteauneuf-du-Faou, dont elle est une commune de la couronne,. Cette aire, qui regroupe 5 communes, est catégorisée dans les aires de moins de 50 000 habitants,.

### Occupation des sols
L'occupation des sols de la commune, telle qu'elle ressort de la base de données européenne d'occupation biophysique des sols Corine Land Cover (CLC), est marquée par l'importance des territoires agricoles (92,9 % en 2018), une proportion sensiblement équivalente à celle de 1990 (92,7 %). La répartition détaillée en 2018 est la suivante :
terres arables (45,1 %), zones agricoles hétérogènes (37,3 %), prairies (10,5 %), forêts (4,1 %), milieux à végétation arbustive et/ou herbacée (1,8 %), zones urbanisées (1,2 %). L'évolution de l'occupation des sols de la commune et de ses infrastructures peut être observée sur les différentes représentations cartographiques du territoire : la carte de Cassini (XVIIIe siècle), la carte d'état-major (1820-1866) et les cartes ou photos aériennes de l'IGN pour la période actuelle (1950 à aujourd'hui).

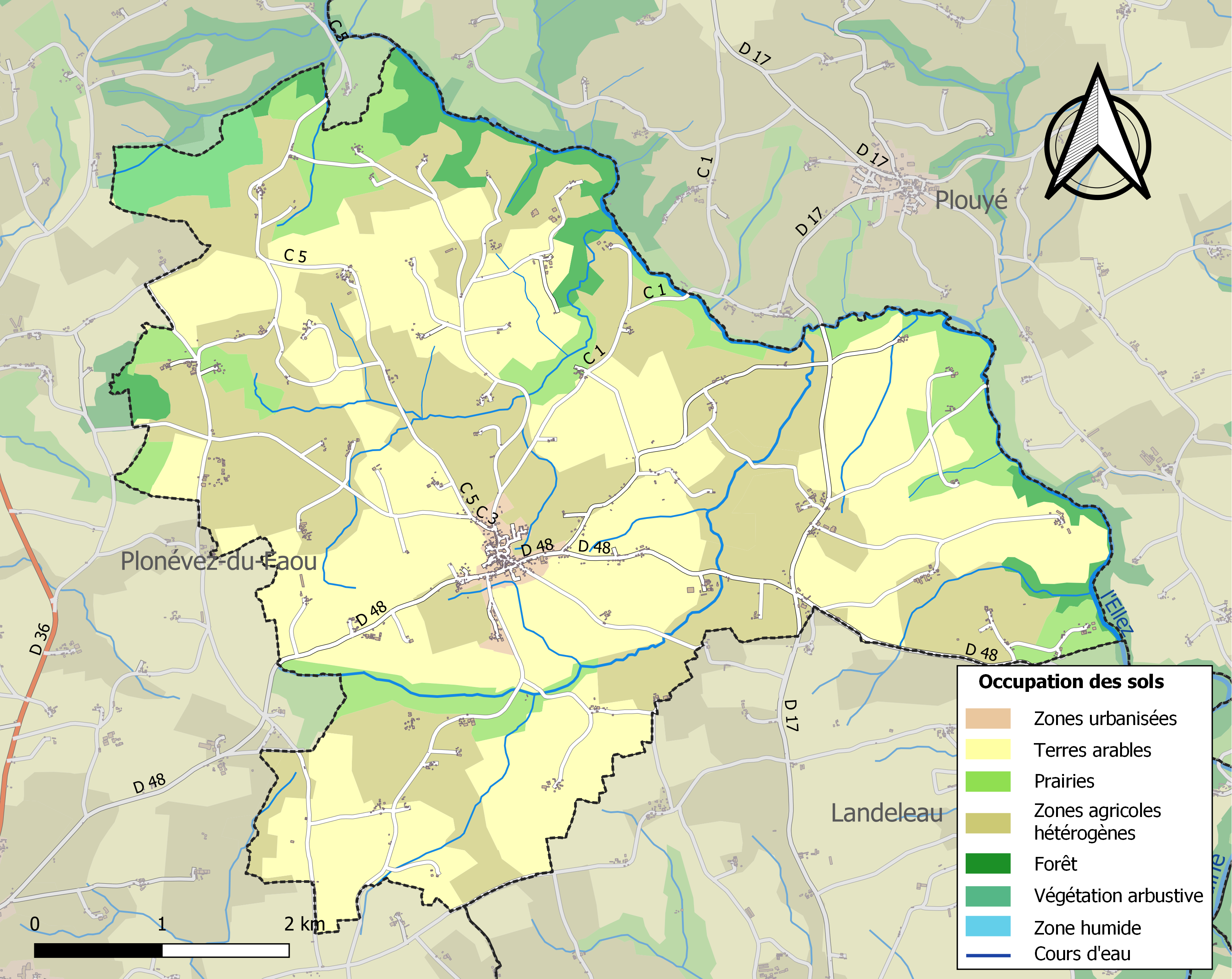
Carte des infrastructures et de l'occupation des sols de la commune en 2018 (CLC).

## Toponymie
Le nom « Collorec » proviendrait d'un mot breton kolorenn signifiant “noix de terre”. Une petite plante quasiment inconnue à l'époque actuelle peut aussi donner un nom de commune : ainsi, la noix de terre, dite encore keler en breton, mot qui provient du gallois cylor, attesté en moyen-breton sous la forme colorenn et représenté aujourd'hui par le pluriel keler, et gernotte en gallo, explique le nom de Collorec. Le nom de la paroisse s'est écrit Choloroc avant 1108.

## Géologie
Un gisement de calcédoine existe sur le territoire communal, ainsi qu'à Plonévez-du-Faou.

## Histoire

### Protohistoire, Antiquité et Moyen Âge
On a retrouvé à Collorec plusieurs tumuli et souterrains datant de l'âge du fer. Une cachette contenant 13 haches à talon a été découverte en 1883 et 4 autres, ainsi que 4 anneaux de bronze (bracelets ?) en 1889, dans les deux cas par Armand René du Châtellier.
L'ancienne voie romaine, devenue le chemin dénommé Hent-Ahès au Moyen Âge « venant de Carhaix passait par Plouguer, Le Pénity en Landeleau, le Respidal en Collorec, 400 m au sud du Cloître, 2 800 m au nord de Pleyben, la chapelle de Lopars en Châteaulin, Dinéault, 2 400 m au sud d'Argol, Crozon et la chaussée de l'anse du Kerloc'h pour parvenir à Camaret ».
Collorec a d'abord fait partie, au sein de l'Armorique, de la paroisse primitive de Plouyé, avant de devenir une trève de Plonévez-du-Faou, dépendant de l'évêché de Cornouaille. Peu après sa transformation en commune en 1790, Collorec est amputée du terroir du Granec, attribué à Landeleau.
Trois mottes féodales témoignent de l'existence d'anciens châteaux ou manoirs à Roudoumeur, Ster-ar-park (la seule à être partiellement conservée) et, commune de Landeleau désormais, au Granec. Les manoirs du Granec (voir Landeleau), du Cleuziou et de Roudoumeur furent à la tête de puissantes seigneuries.

### La «boutade» de 1590 et les guerres de la Ligue
En septembre 1590, les ligueurs commandés par La Tremblaye s'emparent par surprise de Carhaix, la ville étant mal gardée en raison d'un mariage survenu la veille à l'occasion duquel tout le monde avait festoyé. Beaucoup d'habitants de la ville furent tués, d'autres trouvant leur salut dans la fuite en pleine nuit, et la ville fut pillée. Le bruit de cet événement se répandit dans toute la contrée, le tocsin sonna dans les églises. Les paysans accourus de Plouyé, Plounévez, Landeleau, Cléden, Huelgoat et paroisses voisines s'acheminèrent sans ordre ni discipline vers Carhaix, y compris le sieur du Cleuziou Roudoumeur, en criant « Marou ! Marou Desh ! » (Mort ! Mort à eux !). Arrivés au Granec [en Landeleau], Coatanezre, le sieur de Prat-Maria, seigneur du Granec, refuse de marcher à leur tête, mais leur propose comme chef un vieux soldat nommé Lanridon. « Il ne savait pas [...] qu'entreprendre de régler les esprits scabreux et mutins, c'est mener paistre une troupe de renards et se charger de les ramener tous les soirs à l'étable ». Parvenus au pont du Moulin du Duc, ils élèvent une barricade mais, indisciplinés, sont écrasés. « Il y eut en cette déroute un grand massacre de rustiques [» écrit le chanoine Moreau. Lanridon, trouvé parmi les morts, fut enterré le lendemain à Collorec par le chanoine Moreau qui habitait alors au château du Granec.
Le lendemain de cette bataille, des paysans accourus de paroisses plus éloignées comme Pleyben, Loqueffret, Brasparts, Spézet, accourent à leur tour, commandés par le sieur du Bizit et le prêtre Linlouët (de Pleyben tous les deux), attaquent les « royaux » sans attendre les renforts devant arriver de Châteauneuf, Gouézec et Briec ; ils réussissent un moment à entrer dans Carhaix, mais des renforts dirigés par le sieur du Liscouet, de Tréguier, permirent aux « royaux » de renverser la situation et les paysans furent presque tous exterminés, y compris leurs deux chefs. Cette « boutade » (= révolte, jacquerie) de paysans fut donc pour ces derniers un terrible échec. Le seigneur du Liscoët, furieux d'avoir été blessé (sa main droite avait été coupée d'un coup de hache) mit le feu à la ville de Carhaix et « l'incendie dévora ce que le feu avait épargné ». La Tremblaye envisage de venir en représailles attaquer le château du Granec : « Nous y trouverons honneur et profit ; la garnison ne saurait nous résister ; nous emporterons un butin considérable » disait-il, mais du Liscoët l'en dissuada : « La garnison est trop nombreuse et dirigée par un habile capitaine ». Il fit aussi valoir que le château était très fort, entouré de larges et profonds fossés, flanqués de quatre tourelles munies de canons. Le château du Granec ne fut pas alors attaqué alors que « l'ennemi n'aurait eu qu'à se présenter pour s'en rendre maître. Il restait à peine six hommes de garnison. »

#### ContreGuy Éder de La Fontenelle, le «brigand de Cornouaille»
« À trois lieues vers l'Occident, en la trève de Collorec » se trouvait le Granec. Elle était ceinte d'un bon fossé « et de levées de terre par dedans, flanquée de quatre tourelles aux quatre coins de l'enclos ». Le château possédait même, toujours aux dires du chanoine Moreau, « une tour de pierre de dix étages [sic] », sur laquelle « il y avoit cinq ou six pièces de canons en fonte verte. » La place avait déjà les années précédentes été assiégée à plusieurs reprises par des « royaux » (royalistes) car le seigneur du lieu, Vincent de Cotanezre, seigneur de Pratmaria, appartenait à la Ligue.
En juin 1593, une ruse permit au « brigand de Cornouaille », La Fontenelle, qui fit croire au seigneur du Granec que c'était le gouverneur de Morlaix qui lui envoyait des troupes pour l'épauler dans la défense de son château, de s'emparer sans combattre du château, faisant prisonnier le seigneur et ses hommes dans la grande tour. Mais quelques jours plus tard, en juillet 1593 semble-t-il, plus d'un millier de paysans de Plouyé et des paroisses avoisinantes (Landeleau, Loqueffret, Collorec, Plonévez-du-Faou, Huelgoat...), profitant de l'absence du bandit parti guerroyer du côté de Morlaix, firent le siège pendant huit jours, mais La Fontenelle disposait de troupes mieux armées qui prirent les paysans par surprise, de nuit. 800 paysans furent ainsi massacrés par les sbires de La Fontenelle aux abords du château du Granec. Ce fut un carnage affreux et La Fontenelle, toujours selon le chanoine Moreau, ne permit pas « que les parents des décédés vinssent quérir leurs corps et qu'ils reconnussent leurs morts et les faisait garder de nuit pour empêcher de leur rendre les derniers devoirs et, par ainsi, demeurèrent corrompre sur la face de la terre ». Le chanoine ajoute : « c'était une grande compassion de voir ces pauvres rustiques ainsi massacrés qui pourrirent et furent mangés par des chiens et la nuit des loups ; car si aucun des parents ne venait la nuit pour enlever un mort, il était tué sur le champ. »
La Fontenelle renforça la défense du Granec « établissant des plates-formes de terre en y mettant des troncs d'arbres de long et de travers », en faisant une place « qui pouvait résister même au canon », continuant à écumer le Poher et une bonne partie de la Cornouaille.
Le manoir de Trefflec'h, qui appartenait à l'époque à la famille de Keramanach, dépendait de la seigneurie du Granec et fut détruit, en même temps que le château du Granec, en 1594, par le duc de Mercœur, chef de la Ligue et gouverneur de Bretagne, en représailles contre Guy Éder de La Fontenelle, le « brigand de Cornouaille », qui les possédait et écumait la région. D'autres chefs de bandes écumèrent la région à la même époque, comme de Liscoët et Anne de Sanzay de la Magnane.

### Révolution française
Jacques Lallouette, un prêtre originaire de Cléden-Poher, refusant de prêter le serment de fidélité à la Constitution civile du clergé et devint donc prêtre réfractaire, disant la messe clandestinement dans une maison du hameau de Penarquinquis. Les gendarmes tentèrent de l'arrêter le 10 février 1790 : « Nous, Rochet, Damy et Cheriner, gendarmes de Châteauneuf, nous étant transportés à Collorec pour y capturer le sieur Lallouette, prêtre réfractaire qui depuis longtemps est caché par les habitants de cette trève. Nous arrivâmes au bourg vers 10 heures, où entrant, nous aperçûmes plus de trois cents personnes qui attendaient le sieur Lallouette pour y entendre la messe ». Les gendarmes sont menacés et demandent la protection de la municipalité. « Nous entendions dire de toute part : “Foutons-leur sur le dos, ils ne sont que quatre”. [...] Peu après, nous entendîmes sonner le tocsin, mais cela ne nous effraya pas. » Peu après, le maire, trois officiers municipaux et le procureur de la commune, tous décorés de leur écharpe, vinrent demander aux gendarmes de voir leur ordre écrit et, ensuite, leur demandèrent de se retirer sans arrêter le prêtre, ce que firent les gendarmes. Jacques Lallouette devint recteur de Collorec en 1802, puis de Kergloff. Il mourut en 1822.
François Le Coz, né à Collorec, recteur de Poullaouen, fut condamné à mort et exécuté à Brest le 24 mars 1794. Il fut probablement le premier prêtre réfractaire guillotiné à Brest.

### LeXIXesiècle
Selon Marteville et Varin, continuateurs d'Ogée, en 1843, pour une superficie communale totale de 2 839 ha, les terres labourables occupaient 1 272 ha, les prés et pâturages 261 ha, les landes et incultes 1 020 ha, les bois 113 ha, les vergers et jardins 59 ha. À l'époque, la commune possédait 6 moulins à Keroc'h, Roudoumeur, le Cleuziou, le Parc, Kervaro, Grand-Moulin et à eau. Les mêmes auteurs écrivent qu'à l'époque le froment est peu cultivé dans la commune, que les bois de chênes et de hêtres, peu étendus, fournissent un peu de bois de charpente, que les voies de communications sont peu nombreuses et en mauvais état, particulièrement les ponts, y compris le chemin de grande communication allant de Châteauneuf au Huelgoat. Ils signalent aussi trois foires, l'une le vendredi après le dimanche de la Trinité, les deux autres les lundis après le troisième dimanche de juillet et d'octobre, qui ne sont toutefois légalisées par le Conseil général du Finistère qu'en 1865. En 1890, sept foires sont organisées les 3e lundi de mars, avril, mai, juillet, octobre et novembre ainsi que le vendredi suivant le dimanche de la Trinité.
En 1867, le chemin allant de Collorec à Port-Launay est classé dans la voirie départementale (chemin de grande communication) à la demande des communes de Collorec, Plonévez-du-Faou, Le Cloître, Pleyben et Brasparts : « aussi ces communes vont-elles vendre leurs produits au Port-Launay et y puiser leurs calcaires ». Les travaux d'aménagement de cet itinéraire ont lieu les années suivantes jusqu'en 1878 au moins, année où des crédits importants sont encore votés par le Conseil général.
En 1873, Collorec demande la création d'un établissement des postes dans la commune, mais elle n'en dispose toujours pas en 1914.
Un rapport du Conseil général du Finistère indique en août 1880 que Collorec fait partie des 27 communes de plus de 500 habitants du Finistère qui n'ont encore aucune école de filles.

### LeXXesiècle

#### La Première Guerre mondiale
Le monument aux morts de Collorec porte les noms de 89 soldats morts pour la France pendant la Première Guerre mondiale ; parmi eux, deux au moins (Pierre Autret et Jean Lochou) sont des marins morts en mer ; cinq au moins (Yves Cochennec, Jean Diraison, Jean Faucheur, Yves Sizun, Pierre Toux) sont morts en Belgique ; un (Joseph Riou) est mort en Macédoine dans le cadre de l'expédition de Salonique ; la plupart des autres sont morts sur le sol français dont Corentin Masson qui reçut la Médaille militaire.

#### La Seconde Guerre mondiale
Le monument aux morts de Collorec porte les noms de 14 personnes mortes pour la France pendant la Seconde Guerre mondiale.

#### L'après Seconde Guerre mondiale
Un soldat originaire de Collorec (Corentin Derrien) est mort pendant la guerre d'Indochine et trois (François Barazer, Jean Guichoux, J. Sizun) pendant la guerre d'Algérie.
Jean Nédélec, instituteur et ancien résistant, créa l'« Amicale laïque de Collorec » lorsqu'il était directeur d'école à Collorec après la Seconde Guerre mondiale. C'est à Collorec que ce militant laïque et adhérent du parti communiste a écrit ses Mémoires sous le titre « 1920-1980 : 60 ans de vie militante dans le Finistère ».

## Démographie
| 1793  | 1800  | 1806 | 1821 | 1831  | 1836  | 1841  | 1846  | 1851  |
| ----- | ----- | ---- | ---- | ----- | ----- | ----- | ----- | ----- |
| 1 048 | 1 198 | 913  | 871  | 1 308 | 1 328 | 1 328 | 1 352 | 1 312 |

| 1856  | 1861  | 1866  | 1872  | 1876  | 1881  | 1886  | 1891  | 1896  |
| ----- | ----- | ----- | ----- | ----- | ----- | ----- | ----- | ----- |
| 1 234 | 1 239 | 1 325 | 1 260 | 1 339 | 1 339 | 1 439 | 1 534 | 1 578 |

| 1901  | 1906  | 1911  | 1921  | 1926  | 1931  | 1936  | 1946  | 1954  |
| ----- | ----- | ----- | ----- | ----- | ----- | ----- | ----- | ----- |
| 1 650 | 1 801 | 1 948 | 1 880 | 1 834 | 1 661 | 1 619 | 1 554 | 1 271 |

| 1962  | 1968  | 1975 | 1982 | 1990 | 1999 | 2006 | 2011 | 2016 |
| ----- | ----- | ---- | ---- | ---- | ---- | ---- | ---- | ---- |
| 1 148 | 1 038 | 891  | 778  | 692  | 647  | 648  | 663  | 613  |

| 2021 | 2022 | - | - | - | - | - | - | - |
| ---- | ---- | - | - | - | - | - | - | - |
| 597  | 592  | - | - | - | - | - | - | - |

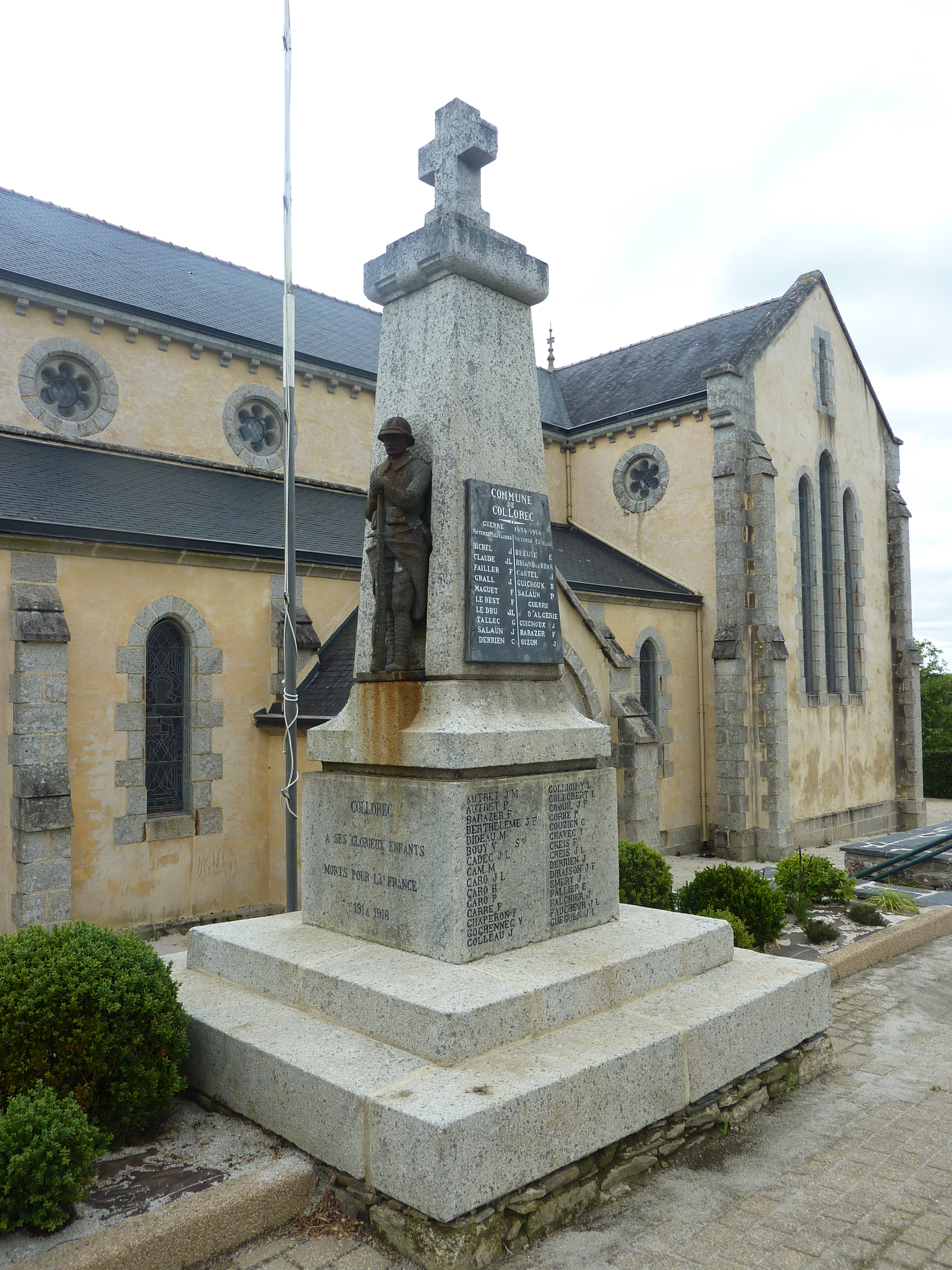
Le monument aux morts de Collorec.

Commentaire : Après une période de léger déclin démographique au début du XIXe siècle sous l'Empire, Collorec a vu sa population croître significativement une première fois entre 1821 et 1831 (+437 habitants entre 1821 et 1831, soit +50 % en 10 ans). Une longue période de quasi-stagnation démographique survient ensuite pendant les deux tiers du XIXe siècle, la population de 1891 étant presque égale à celle de 1831, avec de très faibles fluctuations en dents de scie dans l'intervalle. Une seconde période de croissance démographique survient entre 1891 et 1911, la commune gagnant 594 habitants entre ces deux dates, soit +44 % en 20 ans. C'est en 1911 qu'est atteint le pic démographique de la commune qui approche alors les 2 000 habitants. Le XXe siècle est par contre une période d'un long et net déclin démographique, Collorec perdant des habitants de manière continue d'un recensement à l'autre : en 88 ans, entre 1911 et 1999, la commune perd 1 301 habitants, soit les deux tiers de ses habitants. Ce déclin est le lot de la plupart des autres communes rurales du centre-ouest de la Bretagne à cette époque, mais il est particulièrement constant et important à Collorec. Le début du XXIe siècle montre toutefois que ce déclin démographique lié à un intense exode rural par le passé est peut-être en train de prendre fin, la commune gagnant 10 habitants entre 1999 et 2007.
La densité de la population est désormais faible : 23 habitants au km2 en 2007. Le solde naturel reste négatif : entre 1999 et 2008, Collorec a enregistré 68 naissances pour 103 décès ; soit un déficit naturel de 35 personnes en 10 ans. Par contre le solde migratoire, négatif pendant presque tout le XXe siècle, est redevenu légèrement positif depuis 1990. La population est toutefois âgée : en 2007, 35,3 % des habitants de la commune avaient plus de 60 ans alors que les moins de 15 ans n'étaient que 18,2 %. L'habitat est ancien : en 2007, 26 résidences principales seulement sur un total de 301 ont été construites après 1990. Les résidences secondaires sont relativement nombreuses : 121, soit 26,1 % du parc immobilier communal.

## Politique et administration
Jacques Corbel fut décoré chevalier de la Légion d'honneur en 1938 car il était maire de Collorec depuis 30 ans.
À la suite du décès de Patrick Nicot lors de sa fonction en janvier 2019, le conseiller municipal Georges Croguennec le remplace par intérim. Il est par la suite désigné maire aux élections partielles du 7 avril de la même année.

## Enseignement
En 1880, Collorec n'avait pas encore d'école de filles et la municipalité ne semblait pas disposée à en construire une. Le conseil général du Finistère donne en août 1880 un dernier avertissement à la commune avant imposition d'office, considérant que la commune « est éloignée de tout centre d'instruction [...] ; elle est à 10 km de tout centre d'enseignement. [...] Il n'y a donc aucun centre d'instruction pour les filles, dont la complète ignorance est forcée. [...] Le conseil municipal [...] ne donne aucune raison à son refus, [...] la situation financière de la commune est loin d'être mauvaise. [...] 71 jeunes filles sont privées de toute éducation ». Dans le même rapport, il est dit plus loin que « l'école des garçons (installée dans l'ancien presbytère) est incommode et insalubre ; l'inspecteur conclut à des réparations considérables et même à la reconstruction », ce qui est chose faite en 1895. En 1879, Collorec compte 110 filles en âge scolaire, (de six à treize ans) ; sur ce nombre seulement quinze à vingt ont la possibilité et les moyens de suivre les enseignements aux écoles voisines : Finalement, l'école publique de filles sera construite dans les années 1880 et les travaux achevés en 1886 puis agrandie en 1910.
Une école privée catholique tenue par des religieuses (de l'ordre des Sœurs de Saint-Joseph de Cluny) ouvre le 28 octobre 1901 et elle possède un internat (90 enfants scolarisés dès la première année dont 10 internes) ; la demande d'autorisation de poursuite de l'enseignement est refusée en 1903 en vertu de la loi sur les congrégations par le Président du conseil. Elle rouvrit plus tard, tenue cette fois par des Frères des écoles chrétiennes, devenant l'école Saint-Yves.
La vie à l'école laïque de Collorec entre 1945 et 1952 est décrite par un instituteur de l'époque : « À la fin du mois de juin, les enfants désertaient l'école pour aller “aux petits pois”. Il s'agissait pour eux et pour les grandes personnes de se faire quelque argent de poche en allant ramasser les petits pois destinés à l'usine, les mettre dans des sacs et les peser ».
La lutte d'influence entre les deux écoles passa aussi par le sport, l'abbé Dolou, curé, soutenant le club Les gars de Collorec et l'amicale laïque l'Union sportive de Collorec jusqu'à la fusion des deux clubs.
La commune possède au début du XXIe siècle une seule école (privée), l'école Saint-Yves, laquelle ferme en 2021 sur décision de la direction diocésaine de l'enseignement catholique du Finistère, en raison d'un effectif d'élèves jugé insuffisant (19 élèves). Mais en 2021, les élus de Collorec se rendent compte que leur commune remplit les critères d'ouverture d'une école publique ; en rendant la cantine gratuite, la municipalité à su attirer suffisamment d'élèves : 19 écoliers en 2021, 29 en 2022 et probablement 26 en 2023.

## Activités économiques
- Le parc éolien de Leign ar Gasprenn à Collorec (société Enel Green Power France) a été inauguré en 2010. Il est constitué de 4 éoliennes d'une puissance nominale de 2 MW chacune. Elles couvrent en principe l'équivalent des besoins énergétiques de 4 500 foyers[66].

## Lieux et monuments
- L'église Notre-Dame[67] : construite par les architectes Joseph Bigot et Armand Gassis, elle date de 1894, seule sa façade occidentale date du XVIIIe siècle[68], l'église de cette époque remplaçant une église antérieure du XVIe siècle. Son clocher à dôme date de 1836. Des groupes statuaires du XIVe siècle (Vierge-Mère à l'oiseau) et du XVIe siècle (sainte Anne et une Descente de croix) s'y trouvent, ainsi qu'une statue de saint Herbot.
- La chapelle Sainte-Marguerite, située à Trefflech, date de 1874 (mais elle a remplacé une chapelle antérieure) et est en forme de croix latine ; elle possède des statues anciennes de sainte Marguerite (représentée assise sur deux dragons), saint Louis (portant la couronne d'épines), sainte Catherine et saint Sébastien. Le pardon de Sainte-Marguerite a lieu le 3e dimanche de juillet.
  - La Pierre de la légende de Sainte-Marguerite est dite garantir la fécondité aux femmes : Naguère à l'intérieur même de l'église, cette pierre était dressée entre le chœur et la nef  ; elle est aujourd'hui placée à l'extérieur, à droite de la porte d'entrée. Les femmes enceintes ou craignant d'être stériles qui venaient invoquer la sainte à la chapelle devaient se conformer à certains rites. Elles devaient faire trois fois le tour de la chapelle par l'extérieur et à chaque tour, entrer se frotter le ventre à la pierre. A celles qui étaient enceintes, on lisait le Livre de sainte Marguerite. Enfin, on plaçait le livre ainsi qu'une ceinture de sainte Marguerite censée faciliter l'accouchement[69], sur le ventre des parturientes. « Les femmes pour devenir fécondes font trois fois le tour de la chapelle Sainte-Marguerite à Collorec, avant et après le coucher du soleil ; à chaque tour, elles rentrent dans le sanctuaire pour réciter cinq Pater et cinq Ave ; cela fait, elles touchent à la statue de la sainte le nombril mis à nu, se confessent et déposent une offrande »[70]. Enfin, on plaçait le livre ainsi qu'une ceinture de sainte Marguerite censée faciliter l'accouchement[69], sur le ventre des parturientes.
- La chapelle Saint-Guénolé date de 1512 si l'on en croit une date indiquée sur l'une de ses poutres mais a été restaurée en 1682 et en 1809[71] ; elle possède de nombreuses statues polychromes dont deux de saint Guénolé (l'une le représentant en abbé[72], l'autre en simple moine) et une de Notre-Dame-de-Bonne-Nouvelle. C'est l'ancienne chapelle privée des seigneurs du manoir du Cleuziou. Certaines sablières sont décorées de têtes de femmes joufflues portant des coiffes du pays[73]. Le vitrail est une création du maître-verrier quimpérois Le Bihan[74]. Son pardon a lieu le premier dimanche de septembre. Il était invoqué pour guérir les maux de ventre et les névralgies, mais aussi si un temps pluvieux menaçait les récoltes[72].
- La commune possède 5 calvaires : celui de Kergoz est le plus ancien, datant du XIVe siècle. Un autre calvaire situé dans le bourg, près de la mairie, date de 1458, celui de Sainte-Marguerite à Trefflech de 1562. Le calvaire du cimetière, édifié par Larhantec, date de 1868 et possède un groupe statuaire de Notre-Dame-de-Pitié. Le calvaire de Kerandoaré, du XVIe siècle, porte un crucifix et une Vierge à l'Enfant[75].

- La fontaine Sainte-Barbe, située à Quein Goualc'h au pied de la motte féodale de Ster-ar-park, en granite et moellons, était à proximité de l'ancienne chapelle Sainte-Barbe disparue. Son pardon continue pourtant à être célébré le premier dimanche de mai. La fontaine dans son état actuel date du XIXe siècle et a été restaurée au XXe siècle. L'ancienne statue de sainte Barbe qui l'ornait, en bois polychrome et datée du XVIe siècle, se trouve désormais dans l'église paroissiale. Elle a été remplacée par une statue plus récente, œuvre d'un sculpteur de Châteauneuf-du-Faou, Marcel Théotec[76].
- Des manoirs à Trefflec'h (le manoir datait du XVIe siècle, mais il ne subsiste qu'un bâtiment du XVIIe siècle) et au Rest (datant du XVIIe siècle).
- L'ancien presbytère a été transformé en mairie et agence postale, avec des logements sociaux à l'étage.

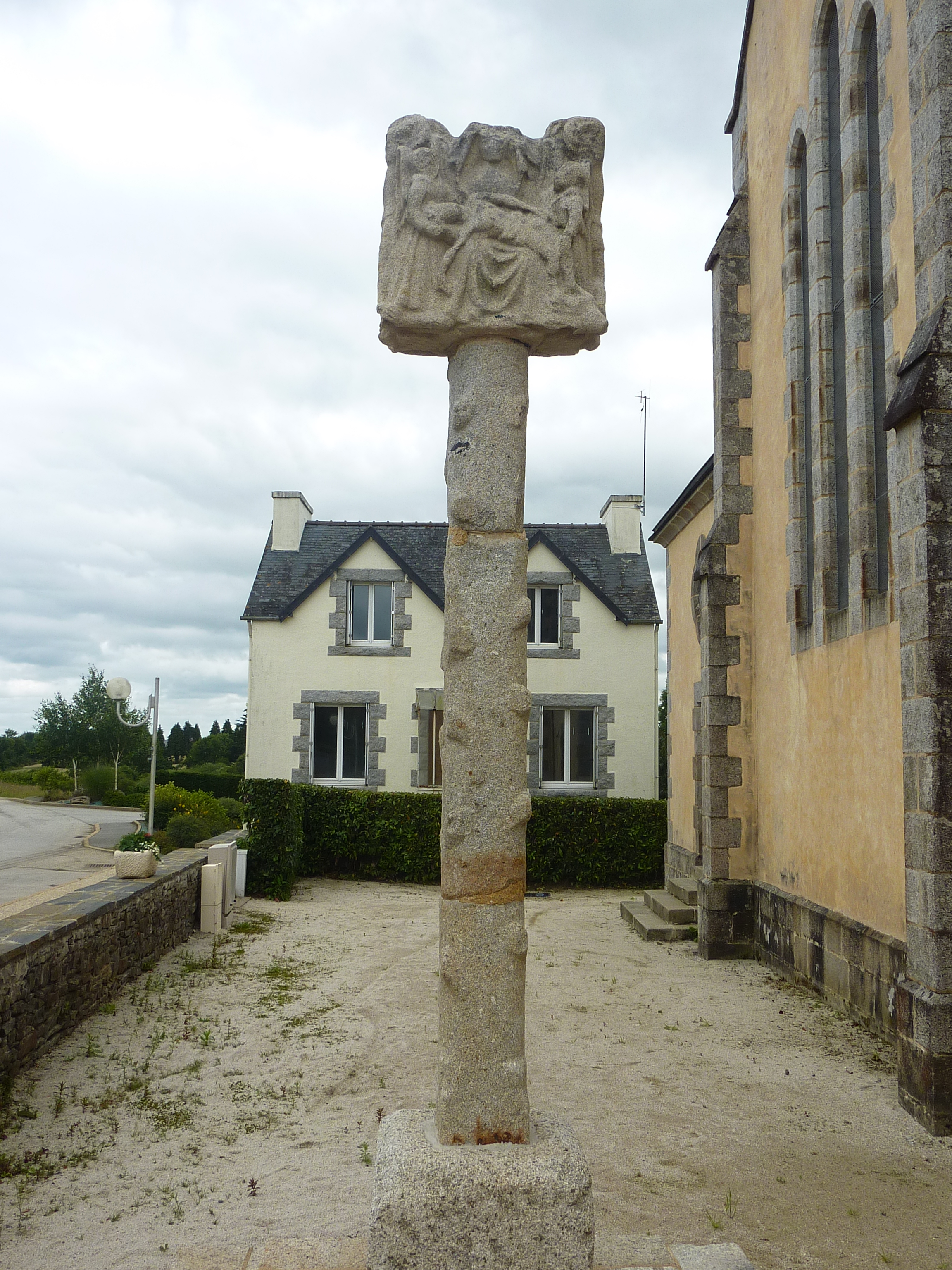
La Vierge de Pitié sur sa colonne.
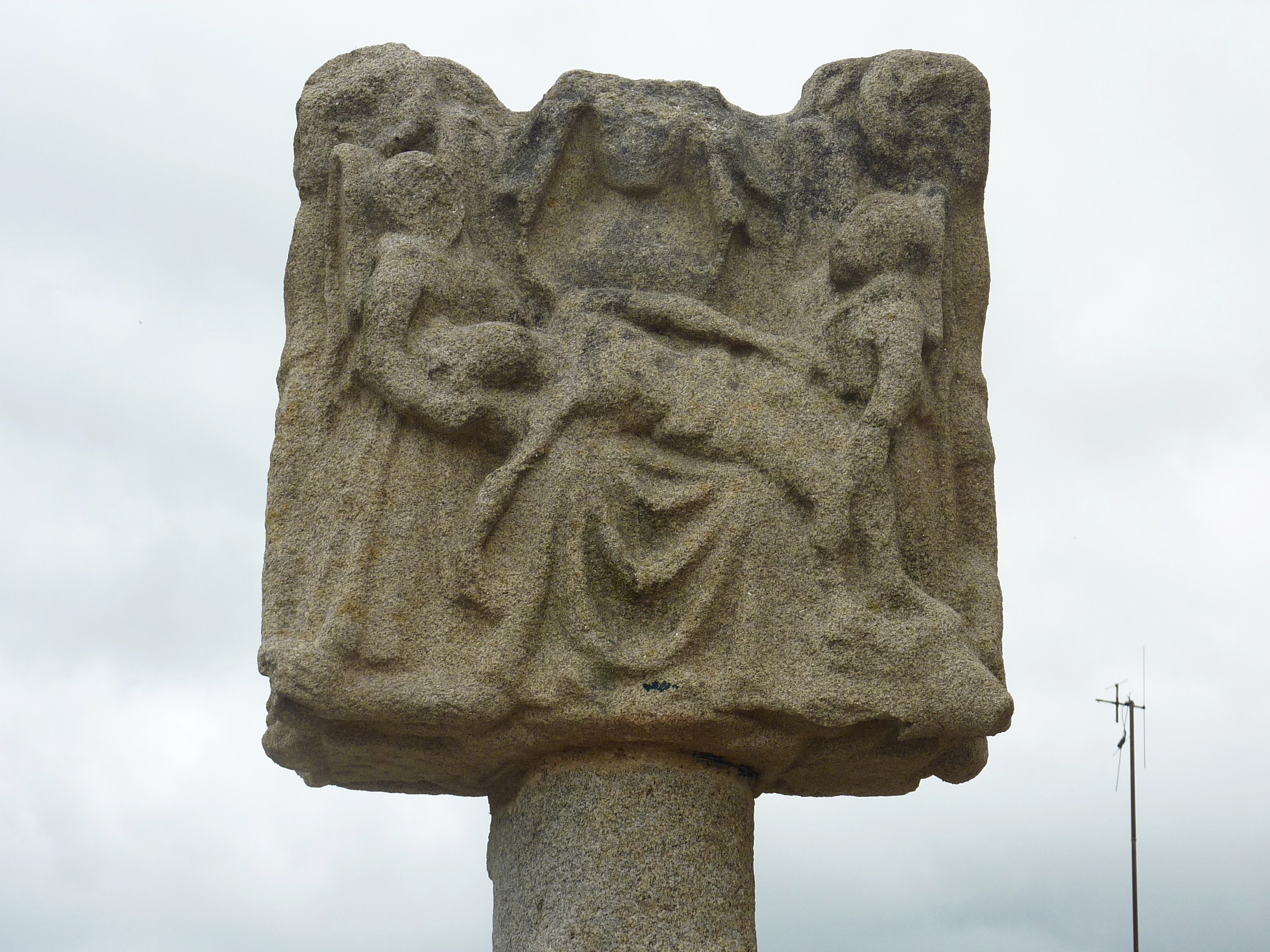
La Vierge de Pitié aux Anges (XVe siècle).
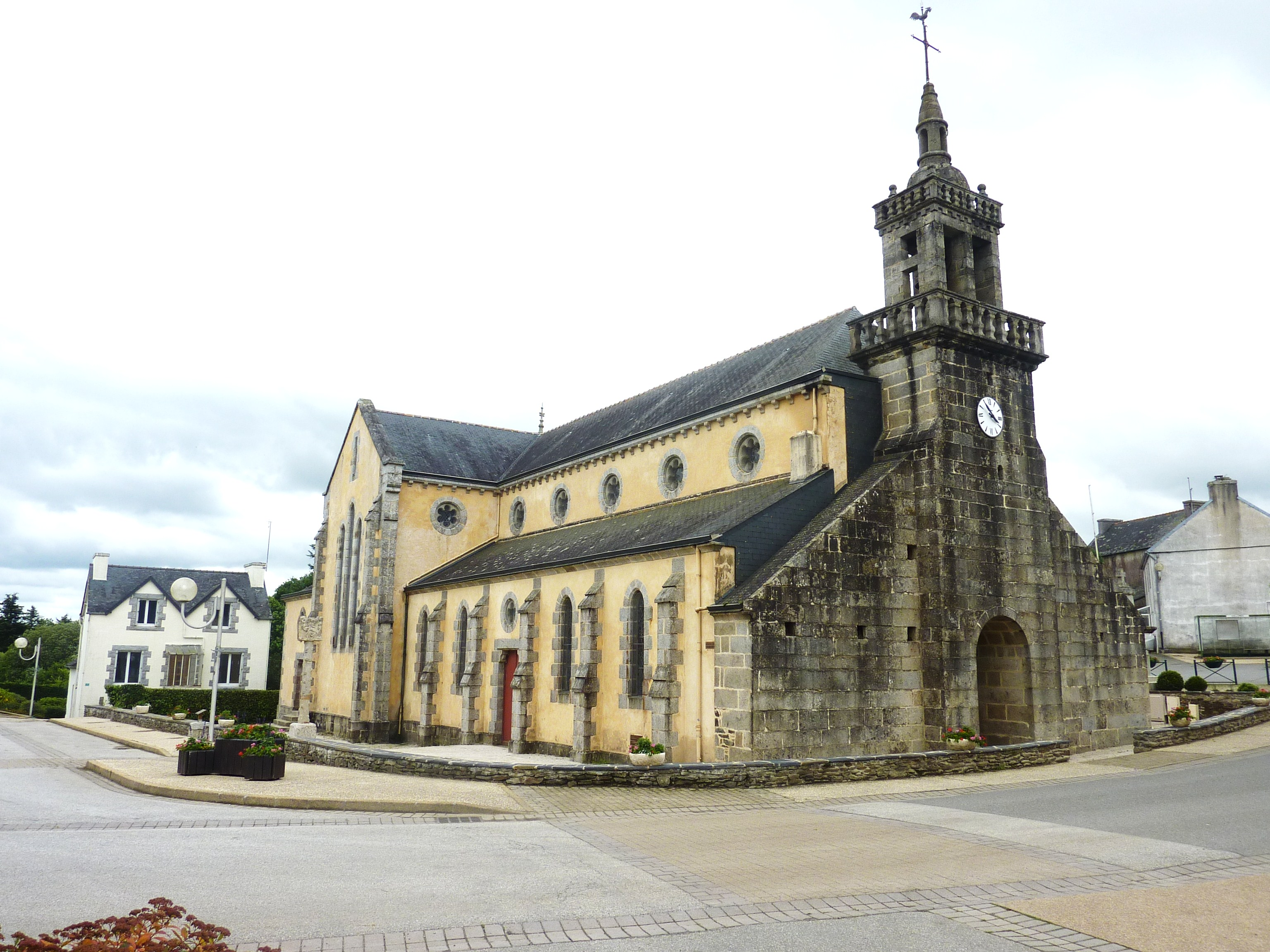
Collorec : l'église paroissiale Notre-Dame.
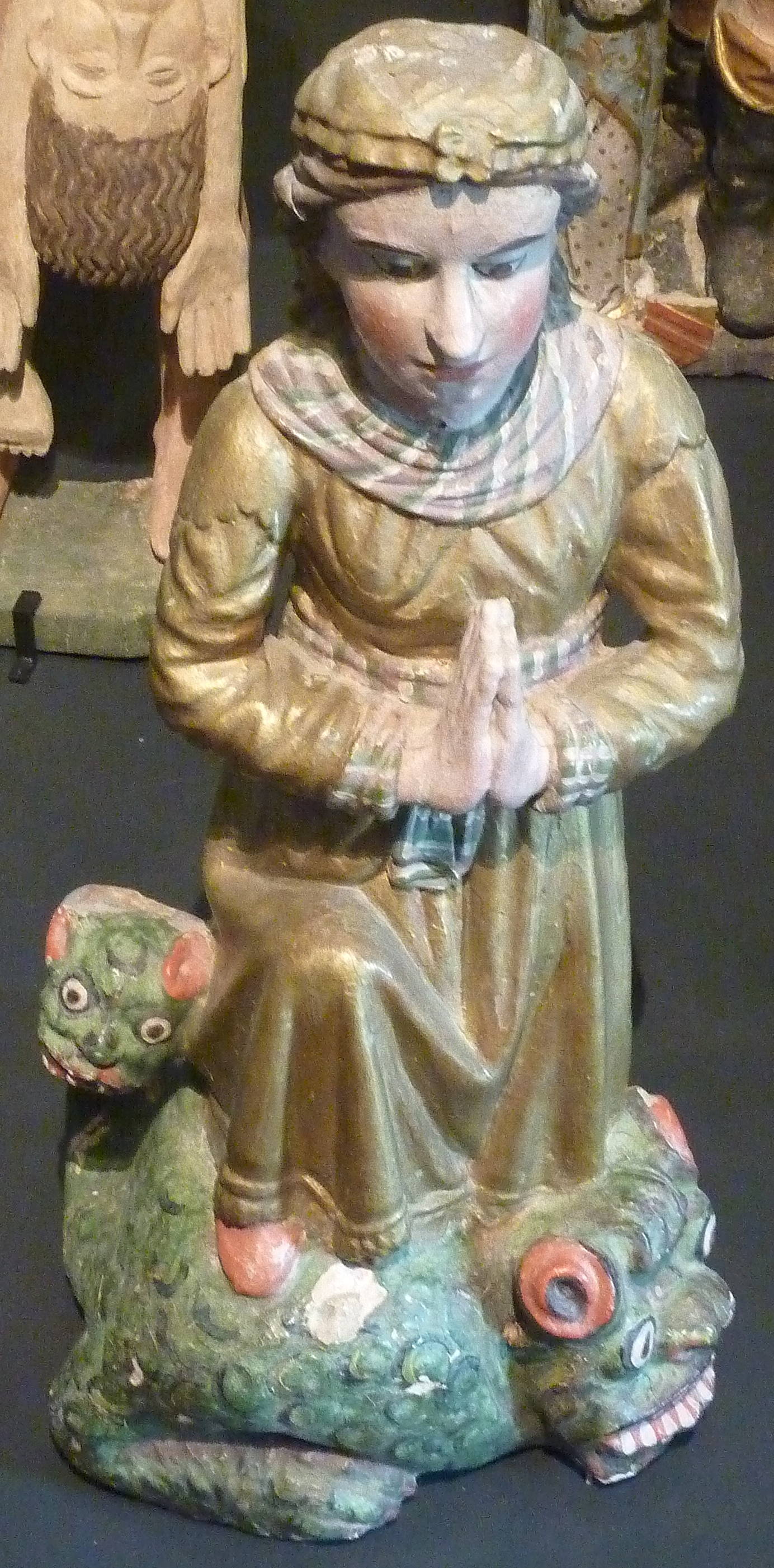
Collorec, chapelle Sainte-Marguerite, statue de sainte Marguerite.
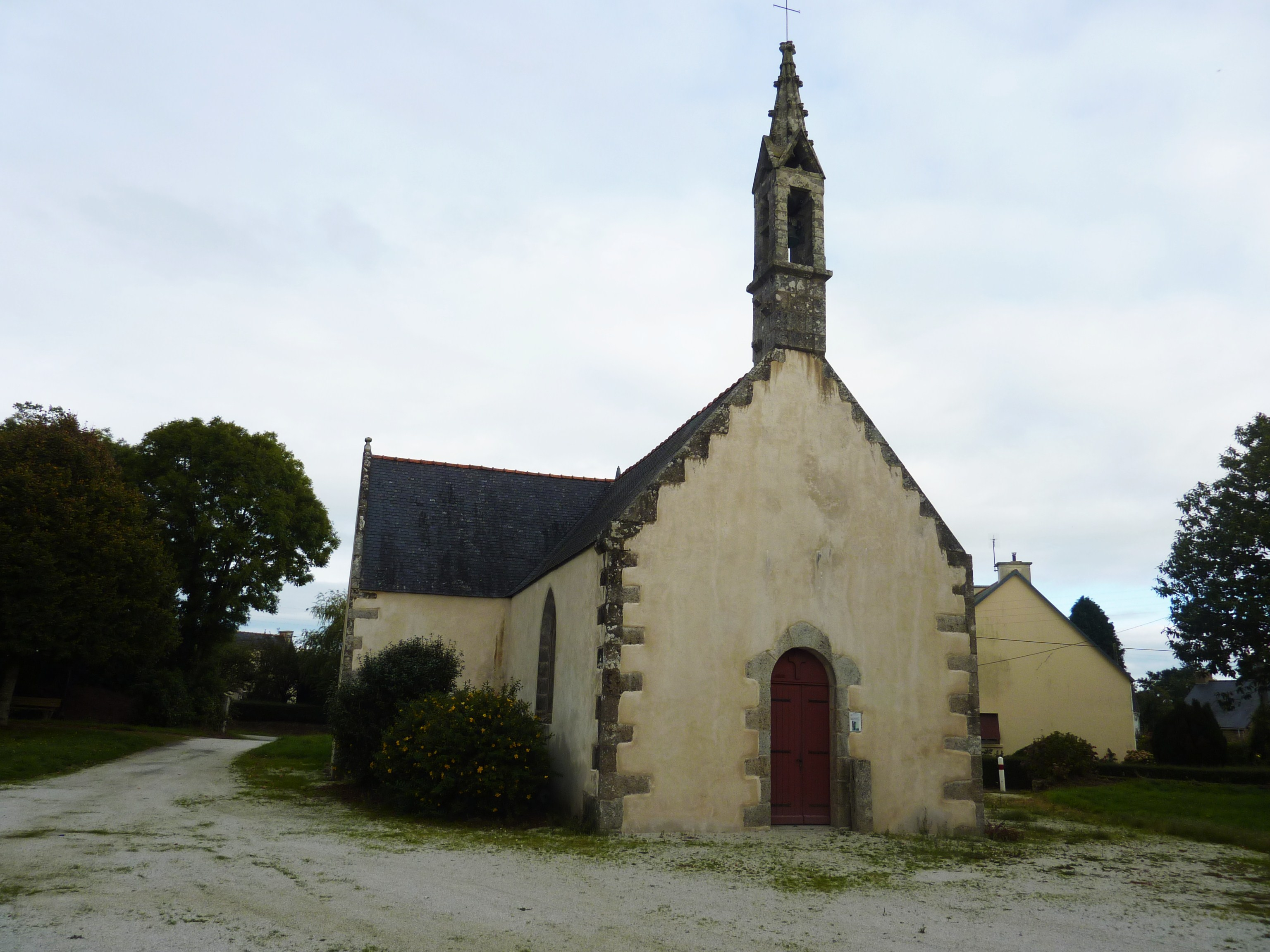
La chapelle Sainte-Marguerite.
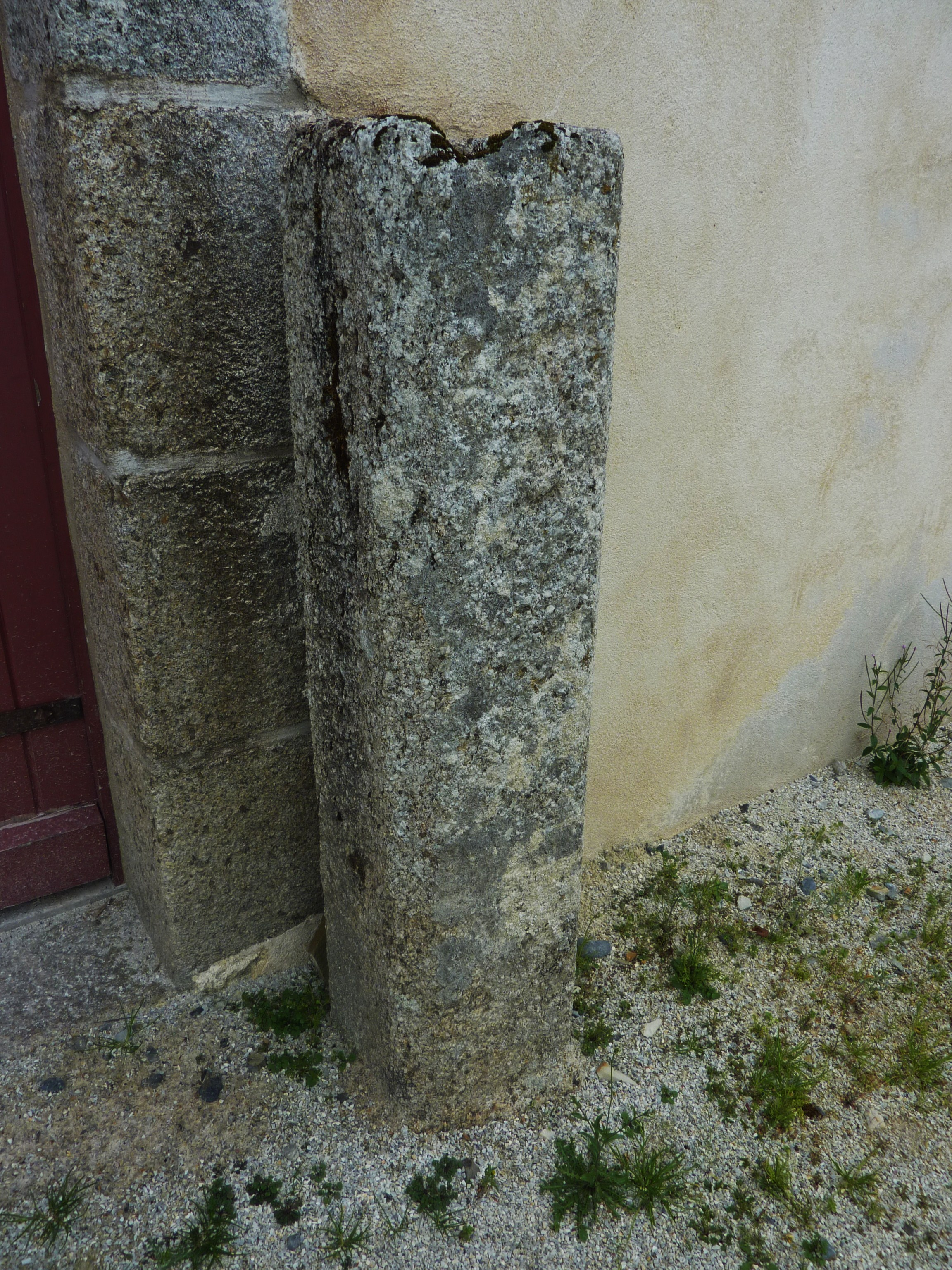
Chapelle Sainte-Marguerite : la pierre de la légende.
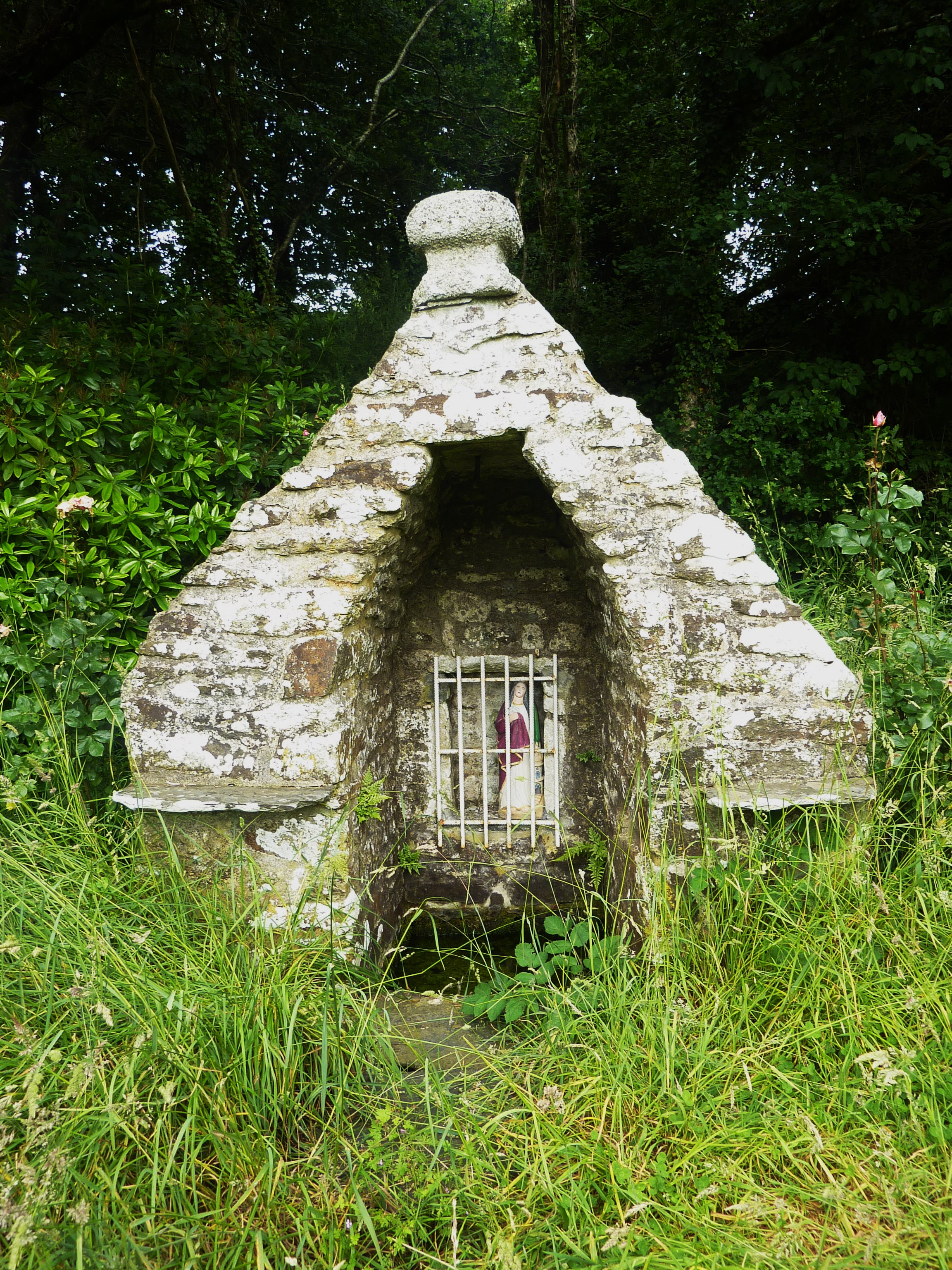
L'oratoire sainte-Barbe.

## Activités associatives, culturelles, festives et sportives
Tous les lundis s'y déroule un marché communal où se vendent des produits divers de la région.

## Personnalités liées à la commune
Au XXe siècle, Collorec étant une commune active, il existait plusieurs familles bourgeoises. En effet, les familles Morvan et Sizun en faisaient partie.
- Pierre Coquil est en 2021 le dernier finistérien survivant de la bataille de Diên Biên Phu. Il a écrit un livre : "De Collorec à Collorec" (éditions de la Carrée,  (ISBN 978-2-9572303-1-0)), dans lequel il raconte notamment ses souvenirs de guerre[77].